# Laurent de Grégory
Pour les articles homonymes, voir Gregory.
Jean Laurent de Grégory, comte de Marcorengo, dit Degrégory-Marcorengo, en italien Giovanni Lorenzo de Gregory di Marcorengo né le 10 août 1746 à Turin, mort dans la même ville le 16 avril 1817, est un homme politique italien, français sous le Premier Empire.

## Biographie
Fils du comte Jérôme, petit-fils du ministre Jean-Dominique de Grégory, il est né dans une grande famille piémontaise à Turin le 10 août 1746.
Il fut élevé dans l'académie des nobles avec le poète Alfieri. Après avoir fait de brillantes études, il prit, en 1768, ses grades de docteur en droit et parcourut successivement la France, en Angleterre et en Allemagne. De retour à Turin, il s'y occupait exclusivement des sciences physiques. C'était un savant d'un certain mérite qui, après la découverte des aérostats par les frères Montgolfier fut un des premiers à faire connaître l'invention nouvelle dans sa patrie, en étant le premier « italien » à lancer un ballon en 1784.
En l'an IX (1801), il fut choisi pour devenir le premier préfet du département de la Stura. Il s'est fait notamment remarquer par la statistique de son département, publiée à Coni, qui a servi de modèle pour les travaux de ce genre par la clarté et la simplicité de sa méthode. 
Nommé membre du Sénat conservateur le 11 fructidor an XI (29 août 1803), membre de la Légion d'honneur le 9 vendémiaire an XII puis commandant de l'Ordre de le 25 prairial an XII, et fait comte de l'Empire le 26 avril 1808, le comte de Grégory est comblé d'honneur par Napoléon Ier, ce qui ne l'empêche pas de signer la déchéance de l'Empereur en juin 1814. 
Louis XVIII accorda à Grégory une pension de 8 000 fr., dont il jouit jusqu'à sa mort.
Laplace, Lagrange et l'abbé Denina, bibliothécaire de Napoléon, professaient une estime particulière « pour cet homme de bien, dont la modestie égalait les lumières. »
Il est mort à Turin le 16 avril 1817. Après sa mort, le sénateur Abrial fit insérer dans le Constitutionnel du 2 mai 1817 un éloge de de Grégory.

## Titres
- Comte de Gregori-Marcorengo et de l'Empire (lettres patentes du 26 avril 1808, Bayonne).

## Distinctions
- Légion d'honneur :
  - Légionnaire (9 vendémiaire an XII : 2 octobre 1803), puis,
  - Commandant de la Légion d'honneur (25 prairial an XII[1]).

## Armoiries
| Figure | Blasonnement |
|        | Armes du comte de Gregori-Marcorengo et de l'Empire Écu coupé, au deuxième de gueules à la croix d'argent ; tiercé d'argent en fasce au phénix naturel ; le bas d'azur à la bande d'or ; deux étoiles d'or, une en chef l'autre en pointe.[évasif] - Livrées : bleu, jaune et rouge. |